# Bołwanowo (obwód kurski)
Bołwanowo (ros. 	Болваново) – wieś (ros. деревня, trb. dieriewnia) w zachodniej Rosji, w sielsowiecie kostielcewskim rejonu kurczatowskiego w obwodzie kurskim.

## Geografia
Miejscowość położona jest 6 km od centrum administracyjnego sielsowietu kostielcewskiego (Kostielcewo), 20 km od centrum administracyjnego rejonu (Kurczatow), 40 km od Kurska.

## Demografia
W 2010 r. miejscowość zamieszkiwało 67 osób.